# Kahramankazan (district)
Kahramankazan (vroeger Kazan)is een Turks district in de provincie Ankara en telt 62.060 inwoners (2024). Het district heeft een oppervlakte van 407,8 km². Hoofdplaats is Kahramankazan.
De bevolkingsontwikkeling van het district is weergegeven in onderstaande tabel.
| 1997   | 2000   | 2007   | 2017   | 2018   | 2019   | 2020   | 2021   | 2022   | 2023   | 2024   |
| ------ | ------ | ------ | ------ | ------ | ------ | ------ | ------ | ------ | ------ | ------ |
| 25.533 | 29.692 | 36.147 | 52.079 | 53.522 | 54.806 | 56.736 | 57.913 | 59.123 | 60.804 | 62.060 |